# Stopień polimeryzacji
Stopień polimeryzacji to liczba określająca z ilu merów jest przeciętnie zbudowany łańcuch danego polimeru.
Np. we wzorze ogólnym polietylenu:
CH3-[-CH2CH2-]nCH3
CH3 to grupy końcowe, [-CH2CH2-] - to pojedynczy mer, a n  to stopień polimeryzacji. 
Ze względu na to, że wiele polimerów stanowi statystyczną mieszaninę łańcuchów merów o różnej ich liczbie, mówi się o średnim stopniu ich polimeryzacji. Stopień ten wyznacza się dzieląc ich średnią masę cząsteczkową pomniejszoną o masę grup końcowych przez masę cząsteczkową jednego meru. W przypadku polimerów o bardzo dużej średniej masie cząsteczkowej masę grup końcowych można zignorować, bo ma ona pomijalnie mały wpływ na końcowy wynik.
Jeśli za podstawę tych obliczeń przyjmie się średnią liczbowo masę cząsteczkową otrzymuje się średni liczbowo stopień polimeryzacji. Jeśli podstawą obliczania jest średnia wagowo masa cząsteczkowa, otrzymuje się średni wagowo stopień polimeryzacji.